# V. Kumar Murty
Vijaya Kumar Murty (* 1956) ist ein indisch-kanadischer Mathematiker, der sich mit Zahlentheorie, Arithmetischer Geometrie und Algebraischer Geometrie befasst. 

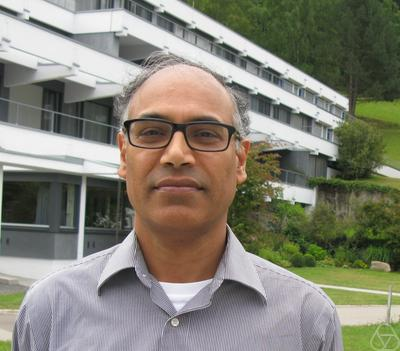
V. Kumar Murty in Oberwolfach

Murty studierte an der Carleton University mit dem Bachelor-Abschluss 1977 und wurde 1982 an der Harvard University bei John T. Tate promoviert (Algebraic cycles on abelian varieties). Er ist Professor an der University of Toronto.
1991 erhielt Murty den Coxeter-James-Preis und 1995 wurde er Fellow der Royal Society of Canada. Für 2023 wurde ihm der Jeffery-Williams-Preis zugesprochen.
Er ist der Bruder des Mathematikers M. Ram Murty, mit dem er viel zusammenarbeitet.

## Schriften
- mit M. Ram Murty: The Mathematical Legacy of Srinivasa Ramanujan. Springer, New Delhi u. a. 2012, ISBN 978-81-322-0769-6.
- als Herausgeber Algebraic curves and cryptography (= Fields Institute Communications. 58). American Mathematical Society u. a., Providence RI 2010, ISBN 978-0-8218-4311-6.
- mit M. Ram Murty Non-vanishing of {\displaystyle L}-functions and applications (= Progress in Mathematics. 157). Birkhäuser, Boston MA u. a. 1997, ISBN 0-8176-5801-7 (das Buch erhielt 1996 den Ferran-Sunyer-i-Balaguer-Preis).
- als Herausgeber Seminar on Fermat's Last Theorem. 1993–1994 (= Canadian Mathematical Society. Conference Proceedings. 17). American Mathematical Society, Providence RI 1995, ISBN 0-8218-0313-1.
- Introduction to Abelian Varieties (= CRM Monograph Series. 3). American Mathematical Society, Providence RI 1993, ISBN 0-8218-6995-7.